# Río Parramatta
El río Parramatta (en inglés Parramatta River) es un río que riega la región de Sídney, Nueva Gales del Sur, Australia. El Parramatta es el principal afluente de la bahía de Sídney, también llamada Port Jackson. Entre sus afluyentes secundarios se incluyen los pequeños ríos Lane Cove y Duck. El río Parramatta pasa en su tramo final por el Parque Olímpico de Sídney.

## Formación

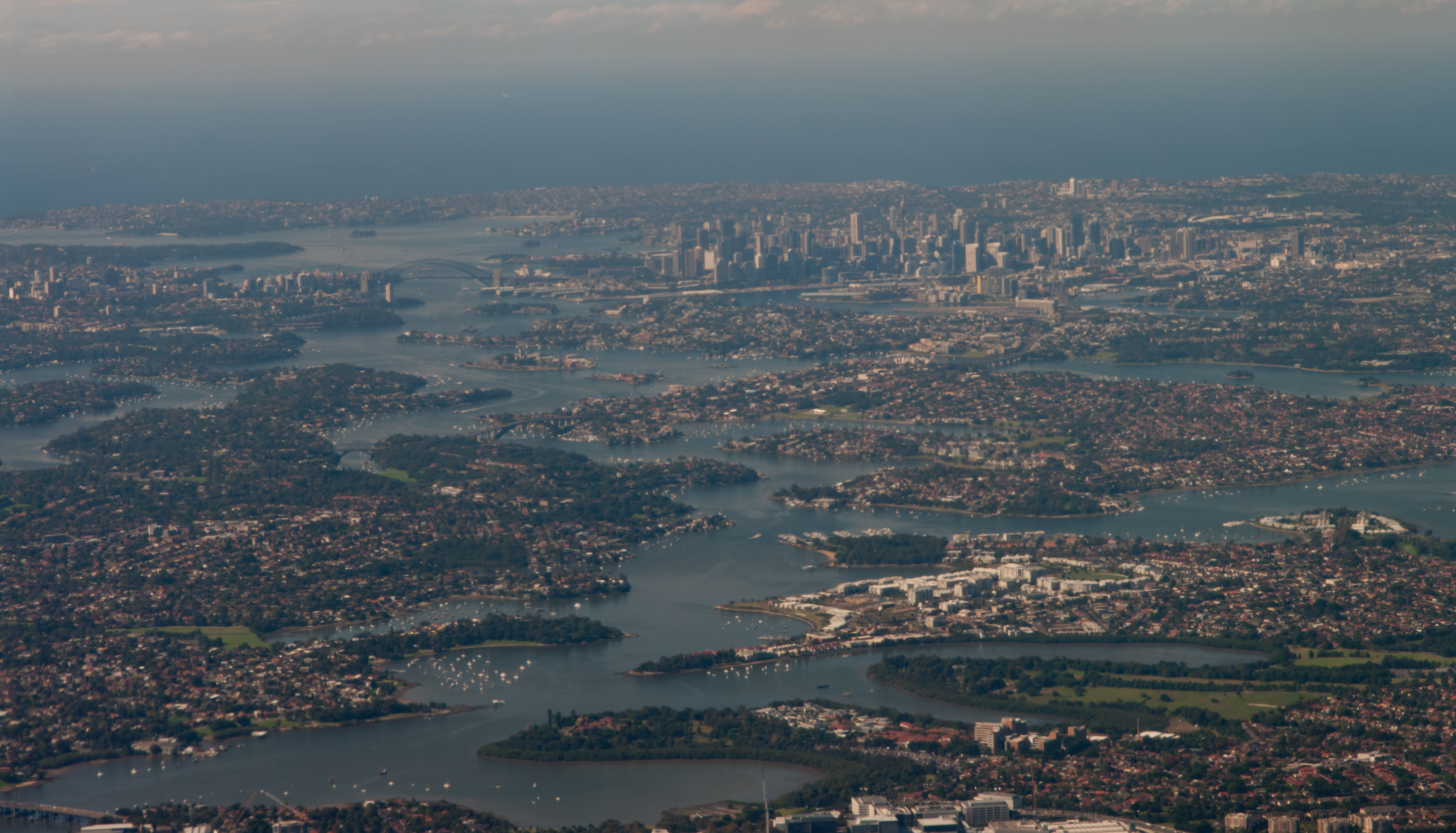
Vista aérea de Sydney

Formado por abruptos barrancos entre las localidades de Toongabbie y Darling Mills, en North Parramatta (Australia), el río fluye en dirección este siguiendo una línea entre Yurulbin, Birchgrove (Nueva Gales del Sur) y Manns Point (Greenwich). Desde aquí continúa a través de Port Jackson durante 21 km hasta del mar de Tasmania.
Las tierras adyacentes al río Parramatta han sido ocupadas durante miles de años por las tribus aborígenes de Australia, en particular por los Burramattagal, Toongagal, Wallumattagal de los pueblos wangal y wategora. Para ellos el río era una importante fuente de comida y como puesto para comerciar.